# سد کراسایو
سد کراسایو (به لاتین: Krasiao Dam) یک سد در تایلند است که در Dan Chang واقع شده‌است.